# 楊紫芝
楊紫芝，大紫荊勳賢，GBS，CBE，JP（1931年10月23日—），香港大學醫學院內科學系榮休教授，現任香港大學校務委員會委員。她在港大及瑪麗醫院長期從事醫學研究和教育工作，為香港培養超過6000名醫學生。

## 生平
楊紫芝曾就讀嘉諾撒聖心書院，1947年入讀港大醫學院，當時只得16歲。1953年獲港大內外全科醫學士。1959年獲港大醫學博士。1983年任港大醫學院院長。1985年任港大副校長。1988至1996年任香港醫務委員會主席。1993至1998年出任教育統籌委員會主席。1999年退休。2002年獲金紫荊星章，及於2018年獲頒授大紫荊勳章。
她曾獲愛丁堡、倫敦、格拉斯哥、澳洲等皇家內科醫學院及香港醫學專科學院院士榮銜及香港多間大學榮譽博士。